# Isoetes transvaalensis
Isoetes transvaalensis är en kärlväxtart som beskrevs av Jermy och Schelpe. Isoetes transvaalensis ingår i släktet braxengräs, och familjen Isoetaceae. Inga underarter finns listade i Catalogue of Life.